# Imakuni?
"Imakuni?" (イマクニ??) è il nome di un personaggio in costume interpretato da Tomoaki Imakuni e creato per la promozione di prodotti e servizi relativi alla serie Pokémon. Imakuni? è apparso in molti eventi live promozionali condotti in Giappone tra il 1997 e il 2002. Sebbene da allora la sua presenza di fronte al pubblico sia diminuita, il suo nome è anche accreditato in molte delle canzoni della serie Pokémon. Il personaggio è inoltre presente in numerose carte collezionabili Pokémon a lui dedicate e anche in due videogiochi della serie. Pur avendo ridotto gli eventi dal vivo, Imakuni? continua la sua attività attraverso un blog gestito da Creatures Inc..
Negli anni ha indossato diversi costumi, tutti con orecchie rotonde in stile Topolino.

## Apparizioni
Imakuni? appare come avversario nel videogioco Pokémon Trading Card Game per Game Boy Color, così come nel suo sequel. Il gioco introduce anche una carta Allenatore con lo stesso nome.